# Якупов Наїль Раїлович
Наїль Раїлович Якупов (тат. Наил Раил улы Якупов (Nail Rail uğlı Yakupov) ; 6 жовтня 1993, м. Нижньокамськ, Росія) — російський хокеїст, правий нападник. Виступає за Омський «Авангард» у Континентальній хокейній лізі (КХЛ).
Вихованець хокейної школи «Нафтохімік» (Нижньокамськ). Виступав за «Реактор» (Нижньокамськ), «Сарнія Стінг» (ОХЛ), «Нафтохімік» (Нижньокамськ).
В чемпіонатах НХЛ — 129 матчів (31+31).
У складі молодіжної збірної Росії учасник чемпіонатів світу 2012 і 2013. У складі юніорської збірної Росії учасник чемпіонату світу 2011.
Досягнення
- Срібний призер молодіжного чемпіонату світу (2012), бронзовий призер (2013)
- Бронзовий призер юніорського чемпіонату світу (2011).